# 秋野こぎく
秋野こぎく（あきの こぎく、1974年3月17日 - ）は、宮崎県日向市出身の演歌歌手、ラジオパーソナリティ。愛称は「日向かぼちゃ」。
夫は落語家の露の吉次
- 本名：黒木よしみ
- 血液型：A型
- 趣味：パソコン・ネイル

## 過去の出演番組
- ばんばひろふみ!ラジオ・DE・しょー!（ラジオ関西）
- こぎく、幸二　歌のとまり木（ラジオ関西）

## リンク
- 公式ホームページ

| スタブアイコン | サブスタブ | この項目は、まだ閲覧者の調べものの参照としては役立たない、歌手に関連した書きかけの項目です。この項目を加筆・訂正などしてくださる協力者を求めています（P:音楽/PJ:芸能人）。 |